# Anthaxia thalassophila
Anthaxia thalassophila là một loài bọ cánh cứng trong họ Buprestidae, phân họ Buprestinae. Loài này có mặt ở Pháp, Ý, Hy Lạp, Tây Ban Nha, Bồ Đào Nha, Thụy Sĩ, Yugoslavia cũ và Albania.
Thực vật chủ của ấu trùng là các chi Pistacia, Quercus, Castanea, Fraxinus và Olea.

## Phân loài
- Anthaxia thalassophila iberica (Cobos, 1986)
- Anthaxia thalassophila pseudokervillei (Niehuis, 1990)
- Anthaxia thalassophila thalassophila (Abeille de Perrin, 1900)

## Hình ảnh

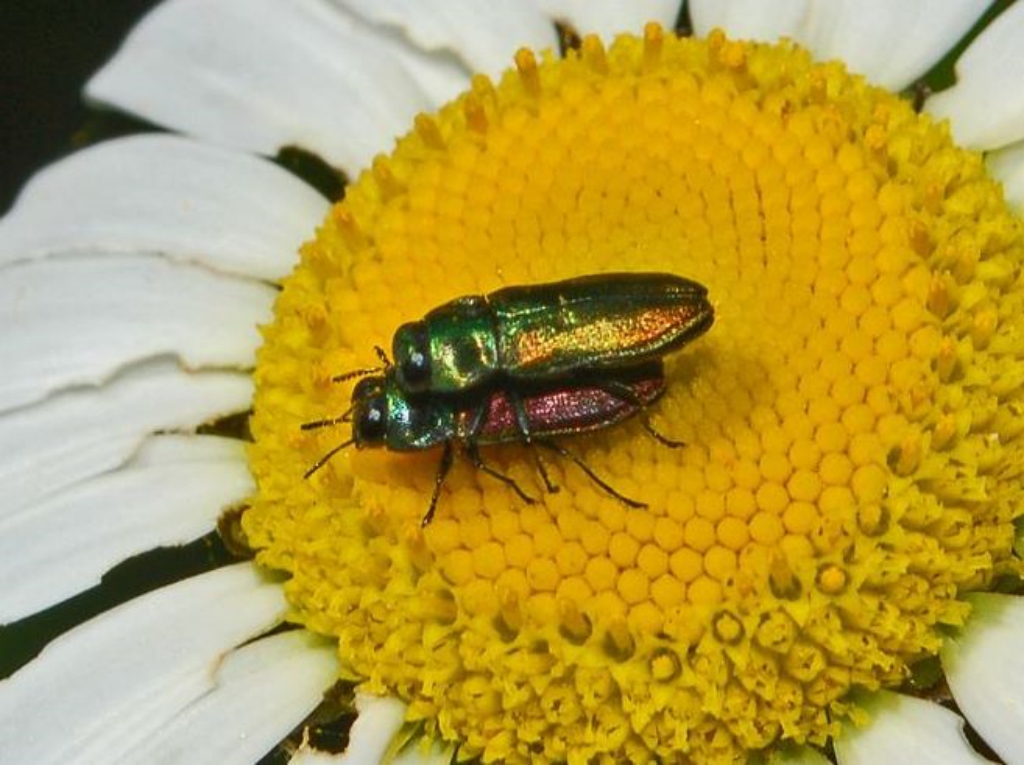